# Tomás Bilbao Hospitalet
Tomás Bilbao Hospitalet (Bilbao, 18 de setembre de 1890 - Ciutat de Mèxic, 1954) va ser un arquitecte i polític basc, d'ideologia nacionalista i membre fundador d'Acció Nacionalista Basca.

## Biografia
Llicenciat en arquitectura el 1918 i membre de la secció de llengua i cultura de l'Eusko Ikaskuntza, va fer diversos projectes de cases socials a Arrigorriaga i Bilbao durant la Dictadura de Primo de Rivera, així com el pavelló de cristall d'Altos Hornos de Vizcaya per a l'Exposició Internacional de Barcelona de 1929.
Va ser tinent d'alcalde de Bilbao durant la Segona República, en ser escollit en les llistes de la Conjunció Republicano-Socialista, de la qual ANV formava part, a l'abril de 1931. En esclatar la guerra civil espanyola es posà de part de la legalitat republicana i quan es constituí el Govern d'Euzkadi fou nomenat director general d'Obres Públiques i inspector general de les obres afectes al Departament de Defensa.
Després de la caiguda de Bilbao el 1937 va ser nomenat cònsol d'Espanya a Perpinyà i el 17 d'agost de 1938 va substituir al dimitit Manuel de Irujo Ollo (PNB) com a ministre sense cartera al Govern de la República, presidit pel socialista Negrín. Va romandre al Govern fins al final de la Guerra Civil quan va partir a l'exili, primer a França i el 1942 a Mèxic a bord del Nyassa. A Mèxic va treballar en una joguineria alhora que col·laborava a Eusko Deia i formava part de la Comissió de Cultura Basca a Mèxic.
L'arquitecta mexicana Tatiana Bilbao és la seva neta, i l'escriptor Jon Juaristi és renebot de Tomás Bilbao.